# Paulitschwand
Paulitschwand är en bergstopp i Österrike.  Den ligger i förbundslandet Kärnten, 240 km sydväst om Wien. Paulitschwand ligger 1 657 meter över havet.
Närmaste större samhälle är Bad Eisenkappel, 8 km norr om Paulitschwand. 100 meter öster om Paulitschwand går gränsen mot Slovenien.